# Innin alvilágjárása
Az Innin alvilágjárása címen ismert eposz a termékenység eredetmondáinak egyike, a feltételes módban az uruki epikus ciklushoz sorolt Dumuzi-ciklus, a Dumuzi-mítoszok körének egyik darabja. A Dumuzi végzete és az Innin, Dumuzi és Bilulu című művek egyenes folytatása. Az i. e. 2. évezred elejéről származik. Hőse Innin (más átírás szerint Innini vagy Inanna), az ősi dél-mezopotámiai termékenység-istennő, aki a nádköteg termékenységszimbólumából egyetemes istenséggé vált.

## Cselekménye
Innin „a nagy föld (KI.GAL) az alvilág (Irkalla) felé fordította a vágyát”, vagyis követi férjét, Dumuzit. Neti kapuőr átengedi, hogy Ereskigal mellett részt vehessen férje halotti torán, ám ennek az az ára, hogy isteni erejétől és ruháitól megfosztják. Az Anunnák ítélete után Innin követe, Ninsubur, Enlil, Nanna, majd Enki isteneket keresi meg:
| „ | Enki atya, lányod ne engedd az alvilágban odaveszni nemes aranyod ne engedd az alvilág porában elsüllyedni nemes lazúrkőd ne engedd ötvös drágakövének széttörni puszpánfát ne engedd ács fájává széthasítni a szűzi úrnőt ne engedd az alvilágban odaveszni! | ” |
|   | |   |

Enki megsajnálja Innint, és átadja a követnek az élet füvét és vizét. Ezután életre keltik Dumuzit is, ám Innin nem térhet azonnal haza. Maga helyett valaki mást kell az Alvilágba küldenie. Innin végigjárja az ismert Innin-szentélyeket, végül Urukban:
| „ | Íme Dumuzi: pompás ruhában, pompás székén kevélyen ül pompás nyoszolyán hever megtanulta asszony ölelését, megtanulta a csókot. | ” |
|   | |   |

A férj hűtlensége felbőszíti az istennőt, és az Alvilág démonai sokáig üldözik őt. Végül elfogják, és arra ítélik, hogy Innin helyett fél évig neki kell az Alvilágban tartózkodni.

## Hatása
A mítosznak akkád változata is született, az Istár alvilágjárása. A Dumuzi-ciklus további darabjai a Dumuzi-siratók, az Edinna uszagga, valamint a Dumuzi és Enkimdu és Innin nászénekei. A termékenységistenek féléves (téli) távollétének gondolata még nagyon sokáig élt Mezopotámiában, Szíriában és Anatóliában. Végeredményben a görög–római mitológiába is bekerült, ahol Perszephoné (Proserpina) és Démétér története nagyon hasonló alapokat mutat.

## Lásd még
- Istár alvilágjárása